# Alessio Alessandro
Alessio Alessandro  (Genk, 29 april 1996) is een Belgische voetballer van Italiaanse afkomst die bij voorkeur als middenvelder speelt.

## Carrière

### KRC Genk
Alessandro doorliep de jeugdopleiding van KRC Genk. In 2014 werd hij uitgeleend aan MVV Maastricht. Ook Stef Peeters, Jordy Croux en Willem Ofori werden dat jaar door Genk aan MVV uitgeleend. Hij maakte zijn debuut in een verloren wedstrijd tegen Almere City FC, Alessandro startte in de basis en werd na 58 minuten vervangen door Hawbir Moustafa. In januari 2015 werd bekend dat de huurovereenkomst stopgezet werd en dat hij de rest van het seizoen werd uitgeleend aan Patro Eisden Maasmechelen. Hij maakte zijn debuut op 21 maart 2015, in een competitiewedstrijd tegen Sint-Truiden VV. Eind maart 2015 besloot Genk om de optie om zijn contract te verlengen niet te lichten, waardoor Alessandro zonder club zat. In oktober 2019 tekende hij bij Patro Eisden Maasmechelen.

## Statistieken
| Seizoen         | Club             | Competitie      | Competitie | Competitie | Play-offs | Play-offs | Beker | Beker | Europa | Europa | Totaal | Totaal |
| Seizoen         | Club             | Competitie      | Wed.       | Dlp.       | Wed.      | Dlp.      | Wed.  | Dlp.  | Wed.   | Dlp.   | Wed.   | Dlp.   |
| --------------- | ---------------- | --------------- | ---------- | ---------- | --------- | --------- | ----- | ----- | ------ | ------ | ------ | ------ |
| 2014-2015       | → MVV Maastricht | Jupiler League  | 2          | 0          | 0         | 0         | 1     | 0     | 0      | 0      | 3      | 0      |
| 2014-2015       | → Patro Eisden   | Tweede Klasse   | 4          | 0          | 0         | 0         | 0     | 0     | 0      | 0      | 4      | 0      |
| Carrière totaal | Carrière totaal  | Carrière totaal | 6          | 0          | 0         | 0         | 1     | 0     | 0      | 0      | 7      | 0      |

## Internationaal
Alessandro speelde zes wedstrijden in België −15, negen in België −16 en elf in België −17. In -17 maakte hij twee doelpunten.